# 杜杭
杜杭（法語：Marie-Julien Dunand，1841年1月23日—1915年8月4日），巴黎外方传教会会士，天主教成都教区主教（1893年4月21日-1915年8月4日）。
1841年1月23日，杜杭出生在法国聖讓德巴爾維爾 (Saint-Jean-de-Belleville)，1863年9月19日晋升司铎，1868年6月18日加入巴黎外方传教会。
1869年，杜杭神父来到中国传教。1893年4月21日，杜杭被任命为川西代牧区主教，接替已故的洪广化主教，同年11月26日祝圣。1895年端午节，成都发生反教风波，成都各教堂均遭搗毀，光大巷主教座堂被毁时，杜杭主教受傷，引发成都教案。事件平息后，杜杭主教指派当家神甫骆书雅，耗时9年，耗银20万两，建成现在的平安桥主教座堂。
1915年8月4日，杜杭主教去世，享年74岁。继任者为骆书雅。